# Tawdurus Abu Qurra
Tawdurus Abu Qurra, italianizzato in Teodoro Abucara (Edessa, 750 – 823), è stato un vescovo cristiano orientale siro.
Allievo di san Giovanni Damasceno, melchita, fu vescovo di Carre e polemizzò in molti opuscoli con l'Islam.